# 永隆圍

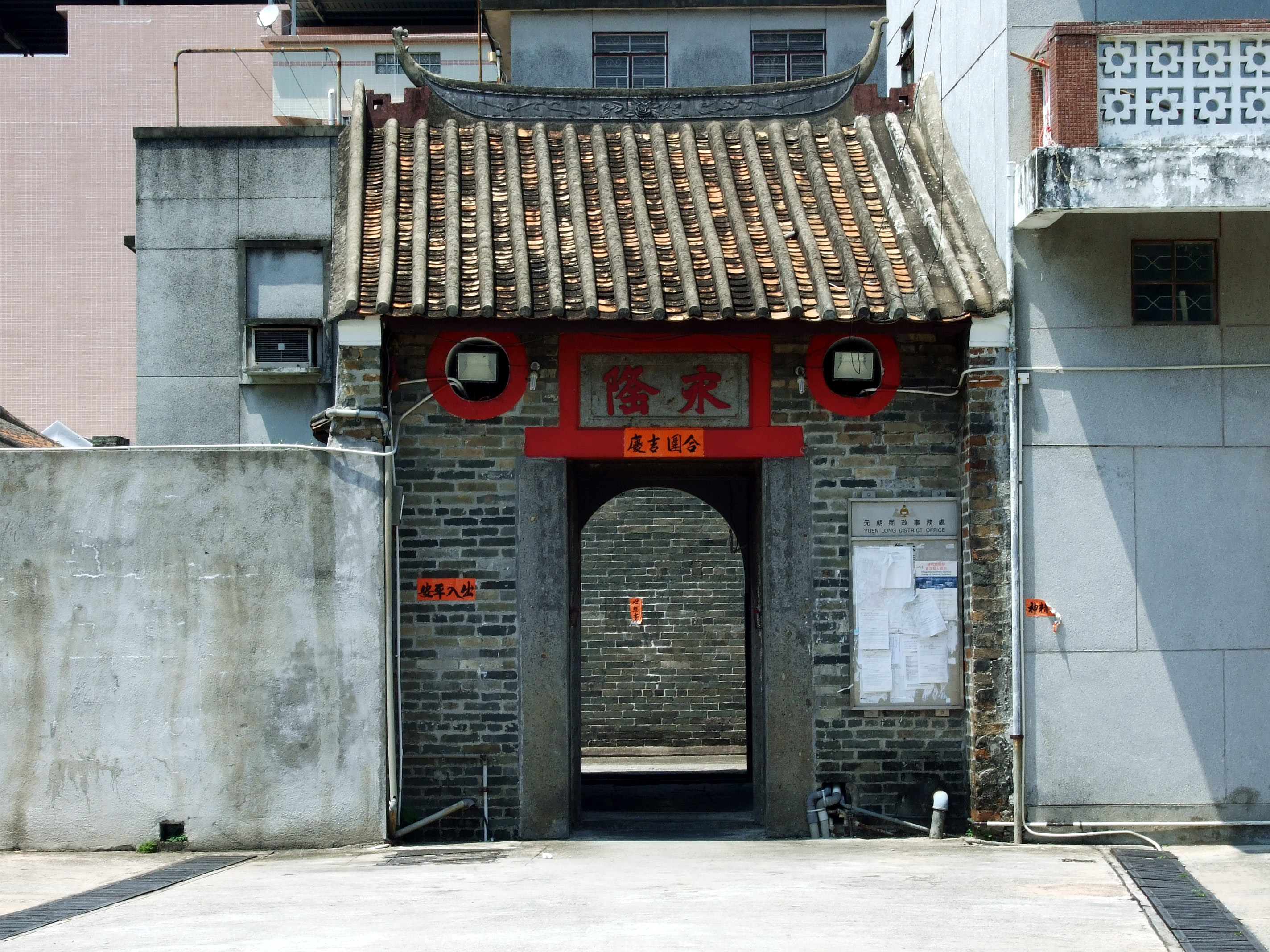
永隆圍圍門

永隆圍是香港新界原居民鄧氏興建的一個圍頭圍村，最初稱為「永龍圍」或「沙欄尾」，後來改為永隆圍，位於元朗錦田錦田公路側，與吉慶圍、泰康圍、南圍、北圍和新圍合稱「錦田六圍」。

## 歷史
永隆圍由鄧洪儀的孫兒鄧紹舉於明朝成化年間建成，與吉慶圍、泰康圍及新圍三條圍村同時期興建。

## 建築

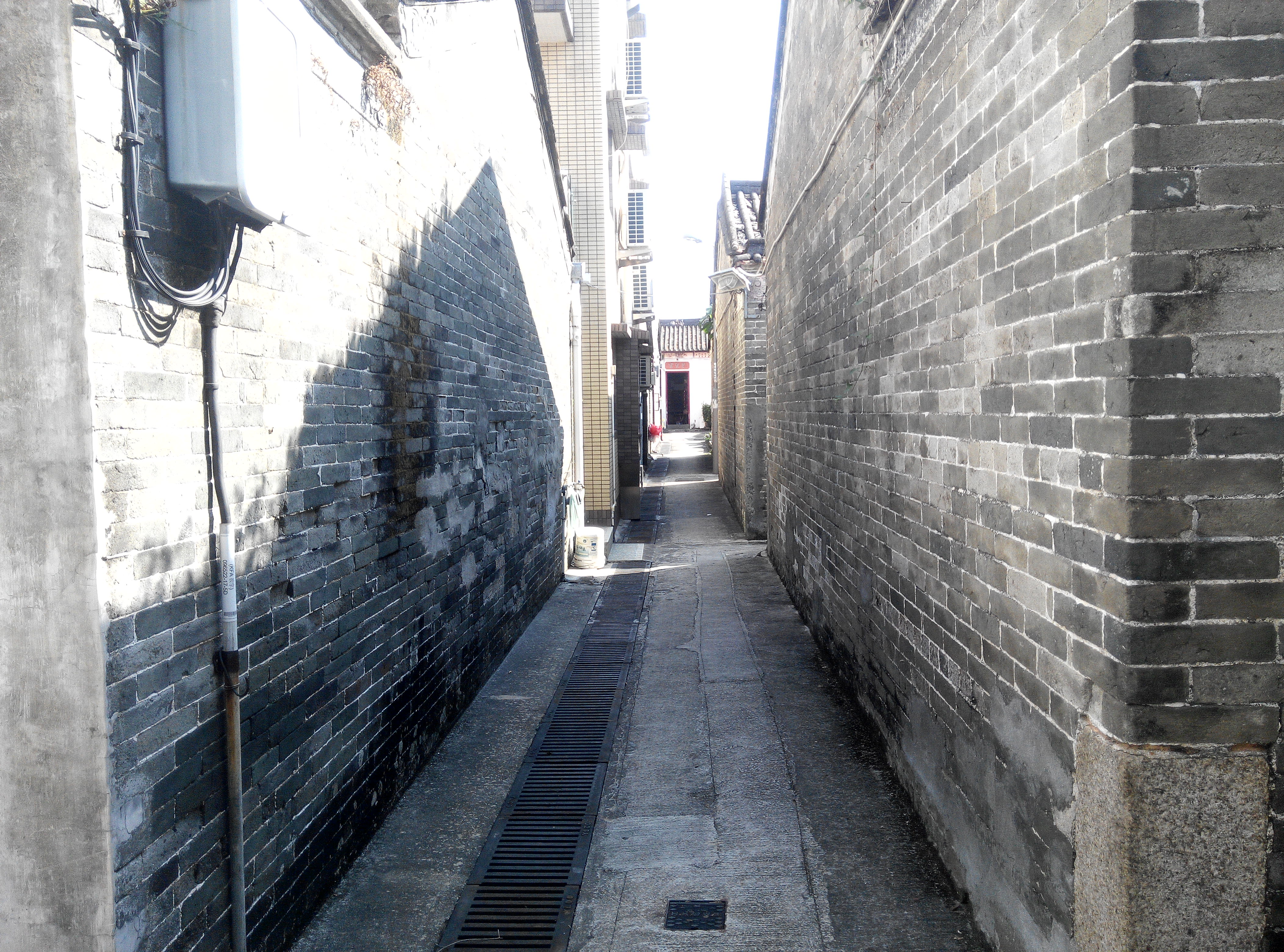
圍內中軸線，圍後是眾聖宫

永隆圍的圍牆由鄧瑞長與鄧國賢於康熙年間加建，用以保護村中族人。於泰康圍建成後，永隆圍的村民因避忌其風水佈局而拆卸原有之圍門、圍牆和更樓等建築，將圍村主要入口由西面移至南面，所以現時的圍門並不在圍村的中軸線上。
永隆圍的神廳「眾聖宮」位於圍村原來方位中軸線上的後方，供奉11位神靈，以觀音娘娘為主神。以前村內每戶每月均要輪流保管門頭牌，保管的家庭負責每天上香兩次。而昔日村民會利用廟前空地擺設婚宴和丁酒。
鄧氏私塾耕心堂約於1880年代由鄧耕心興建，屬於傳統「卜卜齋」教學形式。但於1926年政府興辦的錦田公立蒙養學校建成後，耕心堂便和其他傳統書室般失去書室的功用。耕心堂便成為永隆圍鄧氏的家祠，村民在這裡舉行慶祝添丁的元宵點燈和紅、白二事。
永隆圍的北部發展成為「錦田芭堤雅」，有17幢樓高三層村屋，設有獨立屋苑圍牆和大閘。

## 外部連結
- 跑遊元朗錦田 (5) – 永隆泰康吉慶 （页面存档备份，存于）